# جواد حميد
جواد حميد (31 أغسطس 1976 في باكستان - ) هو لاعب كريكت باكستاني.

## وصلات خارجية
- جواد حميد على موقع إي آس بي آن كريك إنفو (الإنجليزية)